# Dipartimento di Fitri
Il dipartimento di Fitri è un dipartimento del Ciad facente parte della provincia di Batha. 
Il capoluogo è Yao.

## Comuni
Il dipartimento comprende i seguenti comuni:
- Am N'Djamena Bilala
- Yao